# Avoch
Avoch är en ort i Storbritannien.   Den ligger i kommunen Highland och riksdelen Skottland, i den norra delen av landet, 700 km norr om huvudstaden London. Avoch ligger 23 meter över havet och antalet invånare är 843.
Terrängen runt Avoch är platt söderut, men norrut är den kuperad. Havet är nära Avoch åt sydost.  Närmaste större samhälle är Inverness, 10,4 km söder om Avoch. Trakten runt Avoch består i huvudsak av gräsmarker.